# Ptenopus kochi
Ptenopus kochi es una especie de gecko que pertenece a la familia Gekkonidae. Es una especie nocturna y terrestre, endémica de Namibia.

## Distribución y hábitat
Es endémico de Namibia, donde habita en la parte central del desierto de Namib, de Walvis Bay hasta Koichab Pan. 
Su hábitat natural se compone de zonas desérticas donde cava madrigueras individuales para protegerse del extremo calor.